# Sonate pour piano et violon en fa majeur K. 377
Pour les articles homonymes, voir Sonate pour violon et piano.
La Sonate pour violon no 25 en fa majeur K. 377/374e est une sonate pour violon et piano de Mozart. Composée à Vienne en 1781, elle est publiée en juillet 1781 chez l'éditeur Artaria sous l'Opus 2 avec cinq sonates comprenant les sonates K. 296, K. 376, K. 378, K. 379, K. 380. Ce recueil de six sonates est dédié à Josepha Barbara Auernhammer.

## Analyse de l'œuvre
La sonate comprend trois mouvements :
1. Allegro, en fa majeur, à , 2 sections répétées 2 fois (mesures 1 à 51, mesures 52 à 125), 125 mesures - partition
2. Andante à variations, en ré mineur, à 
, thème et 6 variations, la 5e en ré majeur, la 6e marquée: siciliana - partition
3. Tempo di menuetto, en fa majeur, à 
, 2 sections répétées 2 fois (mesures 77 à 84, mesures 85 à 101), 183 mesures - partition

- Durée d'exécution : 18 minutes.

Introduction de l'Allegro:
La lecture audio n'est pas prise en charge dans votre navigateur. Vous pouvez télécharger le fichier audio.
Introduction au piano du Thème (Andante):
La lecture audio n'est pas prise en charge dans votre navigateur. Vous pouvez télécharger le fichier audio.
Introduction du Tempo di menuetto:
La lecture audio n'est pas prise en charge dans votre navigateur. Vous pouvez télécharger le fichier audio.